# Сегарча-Дял
Сегарча-Дял (рум. Segarcea-Deal) — село у повіті Телеорман в Румунії. Входить до складу комуни Сегарча-Вале.
Село розташоване на відстані 121 км на південний захід від Бухареста, 42 км на захід від Александрії, 99 км на південний схід від Крайови.

## Населення
За даними перепису населення 2002 року у селі проживали 1475 осіб, усі — румуни. Усі жителі села рідною мовою назвали румунську.